# Laurie Shrage
Laurie Jeanne Shrage, född 4 december 1953, är en amerikansk politisk och moralisk filosof. Hennes analys av de agendor som förts fram via oliktänkande i debatter omkring genus och sexualitet har varit inflytelserik.

## Biografi
Shrage har undervisat vid Howard University, Lake Forest College, Scripps College, California State Polytechnic University och Florida International University.
1975 tog hon sin B.A.-examen vid University of California, Davis. Senare tog hon masterexamen (1979) och blev examinerad som doktor (1983) vid filosofiska fakulteten vid University of California, San Diego.

### Tre böcker
I sin första bok, Moral Dilemmas of Feminism: Prostitution, Adultery, and Abortion (1994), argumenterade Shrage för empiriskt inhämtade filosofiska analyser av moralproblem. Hon talade emot möjligheten till att fastslå en universell samhällelig etik. Istället utvecklade hon en tolkningsmetod till moralproblem som delvis baserade sig på verk av Charles Taylor.
Hennes andra bok, Abortion and Social Responsibility: Depolarizing the Debate (2003), argumenterar för att omvärdera American Law Institutes modell för abortlagstiftning, vilken utvecklades innan Roe vs. Wade. Shrage utforskar i sitt arbete abortpolicyer i olika länder, historien kring de relaterade rörelserna på olika sidor av USA:s morala och juridiska debatter och den etnografiska tillhörigheten hos abortförespråkare respektive motståndare. Hon rekommenderar att begränsa den fria aborträtten till ungefär slutet av den tredje graviditetsmånaden, som en balansering mellan rättigheter och värderingar.
2009 kom You've Changed: Sex Reassignment and Personal Identity, där Shrage (redaktör samt en av textförfattarna) tar upp transfrågor – en under 2010-talet alltmer aktuell samhällsfråga. Bokens elva filosofiska essäer kretsar kring hur sexuell identitet förhåller sig till andra typer av identitet en person kan ha.

### Övriga aktiviteter
Under sin karriär har hon vid flera tillfällen diskuterat hur sexuella tjänster och sexualitet i medierna kan förhålla sig till feministiska och andra politiska strävanden. 1989 publicerades hennes essä "Should feminists oppose prostitution", och 2005 kom texten "Exposing the fallacies of anti-porn feminism". I den senare essän, där hon undersöker den feministiska kritiken av pornografi, ifrågasätter hon att sexuella lustuttryck kan vara de enda med makt att förnedra och avhumanisera människor. Hon menar att denna tanke ligger bakom Catharine MacKinnons attack på pornografin och att den delvis bygger på en missuppfattning av Immanuel Kant. 2004 publicerade hon sin första version (av minst tre) av den längre texten "Feminist Perspectives on Sex Markets" på den Internet-baserade Stanford Encyclopedia of Philosophy.
Shrage var en Laurance S. Rockefeller Visiting Fellow vid centret för mänskliga värden vid Princeton University (2011–2012), och dessförinnan var hon fellow vid Stanford Humanities Center åren 1998–1999).
Hon var 1998–2003 en av redaktörerna för tidskriften Hypatia: A Journal of Feminist Philosophy. Hon tjänade under åren 2008–2011 som ombudsman för icke-diskriminering hos American Philosophical Association. Hon var under samma år chef för avdelningen för kvinnostudier vid FIU.

## Forskningsområden
Shrages arbete utvärderar offentliga policyer angående marknader för sexuella tjänster och relaterat material, hälsovård relaterad till fortplantning, legal könsidentitet och äktenskap. Istället för fokus på en särskild filosofisk skola är hon mer intresserad i den aktiva tillämpningen av filosofiska teorier som del av den offentliga debatten, i vad hon benämnt "empiriskt skolad filosofi". Hon menar att moraliskt och politiskt fokuserade filosofer borde ta mer hänsyn till historiska och vetenskapliga berättelser om politiska och moraliska problem än de för närvarande gör.

### Böcker
- Moral dilemmas of feminism: Prostitution, adultery, and abortion. Hoboken: Routledge / Taylor and Francis. 1994 / 2013. ISBN 9781134977697

- Abortion and social responsibility: depolarizing the debate. Oxford New York: Oxford University Press. 2003. ISBN 9780195153095
- You've Changed: Sex Reassignment and Personal Identity. Oxford New York: Oxford University Press. 2009. ISBN 9780199745029

### Tidningsartiklar (urval)
- ”Should feminists oppose prostitution”. Ethics (University of Chicago Press) (99 (2)):  s. 347–361. januari 1989. doi:10.1086/293069.
- ”Exposing the fallacies of anti-porn feminism”. Feminist Theory (6 (1)):  s. 45-65. 2005. doi:10.1177/1464700105050226.